# ストレンジャーズ/戦慄の訪問者
『ストレンジャーズ/戦慄の訪問者』（ストレンジャーズ せんりつのほうもんしゃ、The Strangers）は、2008年のアメリカ合衆国のホラー映画。
監督はブライアン・ベルティノ、出演はリヴ・タイラーとスコット・スピードマンなど。
1981年に実際に起きたおきた「ケディ殺人事件」を題材にしている。2008年のサターンホラー映画賞にノミネートされた。

## ストーリー
友人の結婚式を抜け出したカップル、クリスティン・マッケイとジェームズ・ホイトはホイト家の別荘で朝まで過ごすことになる。別荘にはシャンパンが用意されバラの花びらも散らされていたが、クリスティンはジェームズからのプロポーズを断ったばかりだった。悲しむ2人が互いを慰めるように抱き合っていると、夜中の4時にも関わらず玄関のドアがノックされる。
ドアの前に立っていたのは見知らぬ女性で、タマラという人を探しているというが、2人に心当たりがないと知ると去っていった。不自然に緩んでいた玄関の表の電球を締め直してリビングに戻ると、ジェームズは暖炉に火を入れてドライブに出掛けていく。1人になったクリスティンが退屈を紛らわせていると、先程の女性が再び玄関をノックしてきた。クリスティンはドアを開けずに追い返そうとするが、女性が立ち去る気配はなく、恐怖から電話でジェームズに助けを求める。
ジェームズとの通話が終わると、何やら不審な物音が聞こえてきた。確認してみると何者かが別荘内に侵入した痕跡があり、裏口のドアの外にはマスクを被った男が立っていて、こじ開けられた玄関のドアの隙間からはマスクを被った金髪の女が中を覗き込んでいる。怯えるクリスティンが寝室に逃げ込むと、やがて物音が止んでジェームズが帰ってきた。当初は事態を軽視していたジェームズだが、自身の車が荒らされた挙句、そこに忘れたはずの携帯電話が別荘内に置かれていたことで、ようやく危険が迫っていることを悟る。2人は別荘を離れようとするものの、マスクを被った連中に妨害され別荘へ逃げ帰ることになった。ジェームズは別荘に隠されていた銃と弾丸を手に入れるが、再び向かった玄関は斧で破られ始めている。2人はドアを家具で塞ぎ銃で威嚇すると、寝室に篭って銃を構え、助けが来るのを待つことに決める。
その頃、別荘の外にはジェームズの親友であるマイクが車に乗って到着していた。しかし、突然フロントガラスを割られたマイクは車外に飛び出し、呼びかけても応答のないジェームズ達を探して別荘に入っていく。音楽が大音量で流れる中を探索していると、寝室の前を通りかかったところをジェームズが反射的に引き金を引き、マイクを撃ち殺してしまう。
親友を殺してしまったことに打ちひしがれるジェームズは、事態を打開するため1人で別荘近くの納屋へと向かっていった。しかし、すぐに銃声が聞こえた上に、しばらく待ってもジェームズが戻ってくる様子はない。不安に思ったクリスティンは納屋に駆け込んで中を捜索し、偶然見つけた無線機で助けを呼ぼうとするが、マスクを被った黒髪の女に妨害され、挫いた足を庇いながら別荘に戻る。直後、別荘の照明が突然消えたかと思うと、マスクの男が別荘内を物色しているようだった。身を隠してやり過ごそうとするクリスティンだが、すぐに見つかってしまい、捕まっていたジェームズと共に椅子に縛り付けられてしまう。
朝を迎え、目の前に立つマスクの男女3人にクリスティンが動機を尋ねると、金髪の女が「家にいたから」とだけ答える。3人はマスクを外し、ジェームズとクリスティンに包丁を突き立てた後、自分達の車に乗って別荘から去っていった。

## キャスト
| 役名                   | 俳優                   | 日本語吹替 |
| ---------------------- | ---------------------- | ---------- |
| クリスティン・マッケイ | リヴ・タイラー         | 林真里花   |
| ジェームズ・ホイト     | スコット・スピードマン | 内田夕夜   |
| ドールフェイス         | ジェマ・ワード         | 木下紗華   |
| マン・イン・ザ・マスク | キップ・ウィークス     | 中田譲治   |
| ピンナップガール       | ローラ・マーゴリス     |            |
| マイク                 | グレン・ハワートン     | 中川慶一   |

## スタッフ
- 監督・脚本：ブライアン・ベルティノ（英語版）
- 製作：ダグ・デイヴィソン、ロイ・リー、ネイサン・カヘイン
- 製作総指揮：ケリー・コノップ、ジョー・ドレイク、ソニー・マリー、トレヴァー・メイシー、マーク・D・エヴァンズ
- 撮影：ピーター・ソーヴァ
- プロダクションデザイン：ジョン・D・クレッチマー
- 衣装デザイン：スーザン・カウフマン
- 編集：ケヴィン・グルタート
- 音楽：トムアンドアンディ（英語版）
- 音楽監修：シーズン・ケント

## 続編
2008年8月、ローグ・ピクチャーズはブライアン・ベルティノと共同で本作の続編の企画を進めていると発表した。『The Strangers: Part II』という仮タイトルの下、続編の主要撮影は2009年中に始められる予定だった。しかし、続編の製作は殊の外難航し、製作開始までに10年弱を要することとなった。ローレン・ブリエトやマーセル・ランゲネッガーが監督候補として挙がったが、最終的に監督として起用されたのはヨハネス・ロバーツであった。2018年3月9日、『The Strangers: Prey at Night』というタイトルで全米公開された。日本では同年7月20日に『ストレンジャーズ 地獄からの訪問者』のタイトルで公開された。